# Чжан Цзюаньцзюань
Чжан Цзюаньцзюа́нь (кит. 张娟娟) род. 2 января 1981, Лайси, Шаньдун) — китайская спортсменка, олимпийская чемпионка 2008 года по стрельбе из лука в личном первенстве, двукратная серебряная призерка Олимпийских игр 2008 и 2004 годов в командном первенстве. Вице-чемпионка Азиатских игр 2006 года.